# European Football League 1986
In der Saison 1986 der European Football League wurde zum ersten Mal der Eurobowl ausgetragen. Für Deutschland nahm der Deutsche Meister von 1985 die Ansbach Grizzlies teil. Sieger im Eurobowl I wurde TAFT Vantaa aus Finnland. Sie besiegten im Endspiel in Amsterdam die Bologna Doves aus Italien mit 20:16.

## Spielplan

### Qualifikation
Das erste Spiel im internationalen europäischen Vereins-Football war eine rein britische Angelegenheit im damals verschneiten Leicester.
| Datum       | Heim               | Ergebnis | Gast             | Stadion                         |
| ----------- | ------------------ | -------- | ---------------- | ------------------------------- |
| 23. Februar | Leicester Panthers | 18:32    | Birmingham Bulls | Saffron Lane Stadium, Leicester |

### Play-offs
| Viertelfinale          | Viertelfinale          | Viertelfinale    |          |                  | Halbfinale | Halbfinale | Halbfinale |  |  | Eurobowl I | Eurobowl I | Eurobowl I |
|                        |                        |                  |          |                  |            |            |            |  |  |            |            |            |
| Finnland               | Vantaa TAFT            | 61               |          |                  |            |            |            |  |  |            |            |            |
| Schweiz                | Lugano Seagulls        | 0                |          |                  |            |            |            |  |  |            |            |            |
| Schweiz                | Lugano Seagulls        | 0                | Finnland | TAFT Vantaa      | 67         |            |            |  |  |            |            |            |
|                        |                        |                  | Finnland | TAFT Vantaa      | 67         |            |            |  |  |            |            |            |
|                        | Niederlande            | Amsterdam Rams   | 6        |                  |            |            |            |  |  |            |            |            |
| Niederlande            | Niederlande            | Amsterdam Rams   | 6        | Amsterdam Rams   | 41         |            |            |  |  |            |            |            |
| Niederlande            |                        |                  |          | Amsterdam Rams   | 41         |            |            |  |  |            |            |            |
| Osterreich             | Salzburg Lions         | 0                |          |                  |            |            |            |  |  |            |            |            |
| Osterreich             | Salzburg Lions         | 0                | Finnland | TAFT Vantaa      | 20         |            |            |  |  |            |            |            |
|                        |                        |                  |          | TAFT Vantaa      | 20         |            |            |  |  |            |            |            |
|                        | Italien                | Bologna Doves    | 16       |                  |            |            |            |  |  |            |            |            |
| Italien                | Italien                | Bologna Doves    | 16       | Bologna Doves    | 44         |            |            |  |  |            |            |            |
| Italien                |                        |                  |          | Bologna Doves    | 44         |            |            |  |  |            |            |            |
| Frankreich             | Paris Jets             | 0                |          |                  |            |            |            |  |  |            |            |            |
| Frankreich             | Paris Jets             | 0                | Italien  | Bologna Doves    | 40         |            |            |  |  |            |            |            |
|                        |                        |                  | Italien  | Bologna Doves    | 40         |            |            |  |  |            |            |            |
|                        | Vereinigtes Konigreich | Birmingham Bulls | 7        |                  |            |            |            |  |  |            |            |            |
| Vereinigtes Konigreich | Vereinigtes Konigreich | Birmingham Bulls | 7        | Birmingham Bulls | 29         |            |            |  |  |            |            |            |
| Vereinigtes Konigreich |                        |                  |          | Birmingham Bulls | 29         |            |            |  |  |            |            |            |
| Deutschland            | Ansbach Grizzlies      | 18               |          |                  |            |            |            |  |  |            |            |            |

#### Viertelfinale
| Datum      | Heim             | Ergebnis                      | Gast              | Stadion                            |
| ---------- | ---------------- | ----------------------------- | ----------------- | ---------------------------------- |
| 9. August  | Salzburg Lions   | 0:41 (0:8, 0:6, 0:7, 0:20)    | Amsterdam Rams    | E.V.V. Stadion, Eindhoven (NL)     |
| 9. August  | Lugano Seagulls  | 0:61 (0:13, 0:21, 0:14, 0:13) | Vantaa TAFT       | E.V.V. Stadion, Eindhoven (NL)     |
| 10. August | Birmingham Bulls | 29:18 (0:12, 14:0, 7:0, 8:6)  | Ansbach Grizzlies | Zwolsche Boys Stadion, Zwolle (NL) |
| 10. August | Bologna Doves    | 44:0 (18:0, 20:0, 6:0, 0:0)   | Paris Jets        | Zwolsche Boys Stadion, Zwolle (NL) |

#### Halbfinale
| Datum      | Heim             | Ergebnis                      | Gast          | Stadion                               |
| ---------- | ---------------- | ----------------------------- | ------------- | ------------------------------------- |
| 13. August | Birmingham Bulls | 7:40 (0:20, 0:6, ??:7, ??:7)  | Bologna Doves | Zuiderpark Stadion, s’Gravenhage (NL) |
| 13. August | Amsterdam Rams   | 6:67 (0:14, 6:20, 0:20, 0:13) | Vantaa TAFT   | Zuiderpark Stadion, s’Gravenhage (NL) |

#### Spiel um Platz 3
| Datum | Heim             | Ergebnis | Gast           | Stadion |
| ----- | ---------------- | -------- | -------------- | ------- |
|       | Birmingham Bulls | 21:0     | Amsterdam Rams |         |

### Eurobowl I
| Datum      | Heim          | Ergebnis                   | Gast        | Stadion                           |
| ---------- | ------------- | -------------------------- | ----------- | --------------------------------- |
| 16. August | Bologna Doves | 16:20 (2:0, 7:7, 0:7, 7:6) | Vantaa TAFT | Olympisch Stadion, Amsterdam (NL) |